# کوه‌نگین گلویاسی
کوه‌نگین گلویاسی یا کوه‌نگین گلوآمتیست (نام علمی: Lampornis amethystinus) که به آن مرغ مگس آمتیست نیز گفته می‌شود، گونه‌ای از مرغ مگس در تبار کوه‌نگین‌تبارلان (Lampornithini) از زیرتیرهٔ مگس‌مرغیان (Trochilinae) است که در السالوادور، گواتمالا، هندوراس و مکزیک یافت می‌شود.